# 1778 en littérature
| Années de la littérature : 1775 - 1776 - 1777 - 1778 - 1779 - 1780 - 1781    |
| Décennies de la littérature : 1740 - 1750 - 1760 - 1770 - 1780 - 1790 - 1800 |

Cet article présente les faits marquants de l'année 1778 en littérature.

## Événements
- Novembre 1778-juin 1780 : Jacques le fataliste et son maître, roman de Diderot est édité en feuilleton dans la Correspondance littéraire, revue de Grimm[1].

## Parutions
- Décembre : Denis Diderot, Essai sur la vie de Sénèque le philosophe, sur ses écrits et sur les règnes de Claude et de Néron, Paris, chez les Frères De Bure, 1779 (présentation en ligne), postface (volume VII) des œuvres de Séneque[2].

- Gotthold Ephraim Lessing, Ernst und Falk (de) : Gespräche für Freimaurer, Göttingen, Dieterich, 1778 (présentation en ligne) (« Ernst et Falk. Dialogues maçonniques »), en deux volumes publiés de 1778 à 1780.
- Hermann Samuel Reimarus, Von Dem Zwecke Jesu und Seiner Jünger, Braunschweig, Gotthold Ephraim Lessing, 1778 (présentation en ligne) (« L'Objectif de Jésus et de ses disciples ») œuvre posthume considérée comme la première enquête critique sur le Jésus historique.
- Anna Laetitia Barbauld publie le premier des quatre volumes de Lessons for Children  (« Leçons pour les enfants », 1778-1779)[3].

### Fictions
- Frances Burney, Evelina : or a Young Lady's Entrance into the World, London, T. Lowndes, 1778 (présentation en ligne), (« Evelina, ou l'Histoire de l'entrée d'une jeune dame dans le monde »), roman publiée de manière anonyme, en trois volumes 2 3.
- Ignacy Krasicki, Pan Podstoli (en), vol. 1, Warszawie, Michała Grölla, 1778 (présentation en ligne) (« Monsieur le Pannetier »), roman ; la deuxième partie est publié en 1784, la troisième écrite en 1798 et l’œuvre entière publiée en 1803 à titre posthume.

- Johann Gottfried von Herder, Stimmen der Völker in Liedern (de), Halle, 1778-1779 (présentation en ligne) (« Chansons de tous les peuples », 1778-1779).
- La Satire des satires, poésie attribuée à Pierre-Louis Ginguené.

## Décès
- 30 mai : François Marie Arouet, dit « Voltaire », écrivain et philosophe français (° 21 novembre 1694).
- 2 juillet : Jean-Jacques Rousseau, écrivain et philosophe genevois, meurt au Château d'Ermenonville (° 28 juin 1712)
- Laurent Tricot (1720-1778), grammairien français, auteur d'ouvrages élémentaires de grammaire latine